# جيان يانغ
جيان يانغ (بالإنجليزية: Jian Yang)‏ هو سياسي نيوزلندي، ولد في 1962 في الصين. حزبياً، نشط في الحزب الوطني في نيوزيلندا. وقد انتخب عضو مجلس النواب نيوزيلندا وقد انضم خلال فترته النيابية ‏ للكتلة البرلمانية الحزب الوطني في نيوزيلندا.

## وصلات خارجية
- الموقع الرسمي